# E venne un uomo
Pour plus de détails, voir Fiche technique et Distribution.
E venne un uomo est un film italien réalise par Ermanno Olmi et sorti en 1965.

## Synopsis
Le film raconte l'histoire et la vie du pape Jean XXIII
Dans le rôle principal, Rod Steiger raconte la vie du pape.

## Fiche technique
- Titre : E venne un uomo
- Réalisation : Ermanno Olmi
- Scénario : Ermanno Olmi, Vincenzo Labella
- Production : Harry Saltzman
- Photographie	 : Piero Portalupi
- Musique : Franco Potenza
- Montage : Carla Colombo
- Durée : 90 minutes
- Distribution : Paramount[2]

## Distribution
- Rod Steiger : le médiateur
- Adolfo Celi : Monseigneur Giacomo Radini-Tedeschi
- Pietro Germi : père du pontife
- Rita Bertocchi : mère du pontife
- Antonio Bertocchi : oncle Zaverio
- Antonio Rottigni : don Pietro
- Romolo Valli